# Bundesarbeitsgemeinschaft Seniorenbüros

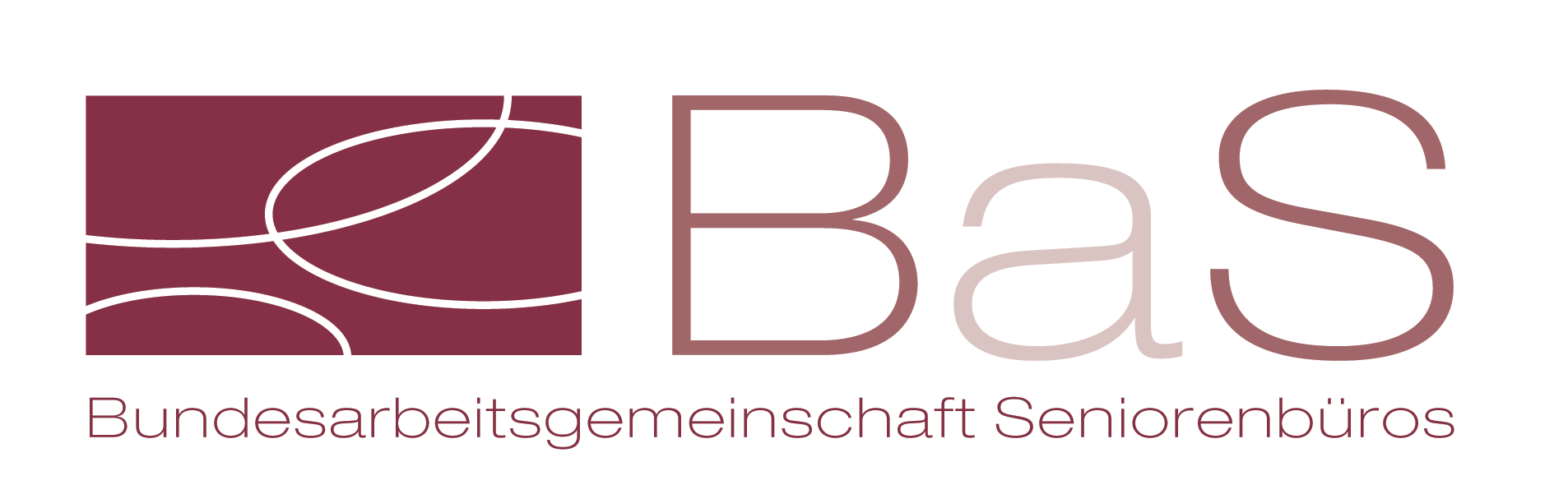

Die Bundesarbeitsgemeinschaft Seniorenbüros e. V. (BaS) ist ein Verein mit Sitz in Bonn und das Netzwerk der mehr als 420 Seniorenbüros bundesweit. Sie agiert als Interessenvertreterin und Expertin für das Bürgerschaftliche Engagement älterer Menschen. Sie bietet Fachberatung sowie Fachtagungen und Fort- und Weiterbildungen an und entwickelt Projekte.
Die Gründung erfolgte im Januar 1995. Vorsitzender ist seit November 2012 Franz-Ludwig Blömker, stellvertretende Vorsitzende ist Sabine Hantzko. Geschäftsführerin ist Gabriella Hinn.

## Positionen und Ziele
Der Verband steht für ein positives Altersbild, das von den Potenzialen älterer Menschen ausgeht, und macht sich für ein selbstbestimmtes Leben und die gesellschaftliche Teilhabe aller Menschen in den Kommunen stark.
Die BaS versteht sich als Impulsgeberin für eine innovative Seniorenarbeit. Durch ihre Arbeit will sie den demografischen Wandel konstruktiv mitgestalten. Sie setzt sich dafür ein, dass freiwilliges Engagement verlässlich und qualifiziert begleitet wird und nicht als Ersatz für professionelle Arbeit dient.
Ziele der BaS sind:
- ein vielseitiges, positives Bild der nachberuflichen Lebensphase zu vermitteln
- ältere Menschen in Stadt und Land für bürgerschaftliches Engagement zu gewinnen und zu qualifizieren
- die Rahmenbedingungen und die Infrastruktur für freiwilliges Engagement zu verbessern
- die gesellschaftliche Teilhabe älterer Menschen zu fördern
- zum Zusammenhalt zwischen den Generation beizutragen
- Perspektiven zur aktiven Gestaltung der nachfamilialen und nachberuflichen Lebensphase zu bieten

## Angebote
Die BaS bietet für Seniorenbüros
- Fachberatung, Vernetzung, Qualifizierung und Qualitätssicherung
- Beteiligung an Projekten auf nationaler und europäischer Ebene
- Informationen über aktuelle Entwicklungen und Aktionen
- Interessenvertretung

für Organisationen und Kooperationspartner
- Umfassende Expertise zum Bürgerschaftlichen Engagement älterer Menschen
- Konzeptentwicklung und Beratung für Kommunen, Verbände und Unternehmen
- Vernetzung auf Bundes- und Landesebene
- Politische Lobbyarbeit

## Vorsitzende
- 1995–2005: Christian Wienberg
- 2005–2012: Giselher Achenbach
- seit 2012: Franz-Ludwig Blömker